# Zentralamerika- und Karibikspiele 1978
Die 13. Zentralamerika- und Karibikspiele fanden vom 7. bis 22. Juli 1978 in der kolumbianischen Stadt Medellín statt.
Auf Initiative Kubas, der dominierenden Nation bei den Spielen, wurde beschlossen, das pro Nation nur noch zwei Teilnehmer je Wettbewerb zugelassen waren, statt wie bisher drei. Dadurch sollte verhindert werden, dass bei entsprechender Dominanz lediglich eine Nation auf dem Podium vertreten war. Dennoch platzierte sich Kuba zum wiederholten Mal mit großem Abstand an der Spitze des Medaillenspiegels: 120 der insgesamt 188 Wettbewerbe wurden von kubanischen Sportlern gewonnen. Auf Rang zwei folgte wie bereits öfters in der Vergangenheit Mexiko, dessen Sportler 25 Mal Gold gewannen.

## Teilnehmende Nationen
21 Länder nahmen mit insgesamt 2605 Athleten an den Zentralamerika- und Karibikspielen teil.
| - Amerikanische Jungferninseln - Bahamas - Barbados - Bermuda - Britisch Honduras - Costa Rica - Dominikanische Republik | - El Salvador - Guatemala - Haiti - Jamaika - Kolumbien - Kuba - Mexiko | - Nicaragua - Niederländische Antillen - Panama - Puerto Rico - Suriname - Trinidad und Tobago - Venezuela |

## Sportarten
Bei den Zentralamerika- und Karibikspielen waren 19 Sportarten im Programm. Im Vergleich zur letzten Austragung wurde Segeln wieder aus dem Programm genommen, dafür gehörte Fechten wieder dazu. Außerdem wurde erstmals ein Wettbewerb im Synchronschwimmen ausgetragen.
| - Baseball - Basketball - Boxen - Fechten - Fußball - Gewichtheben - Judo | - Leichtathletik - Radsport - Ringen - Schießen - Schwimmen - Softball | - Synchronschwimmen - Tennis - Turnen - Volleyball - Wasserball - Wasserspringen |

Fett markierte Links führen zu den detaillierten Ergebnissen der Spiele

## Medaillenspiegel
| Platz | Land                         | Gold | Silber | Bronze | Gesamt |
| ----- | ---------------------------- | ---- | ------ | ------ | ------ |
| 01    | Kuba                         | 120  | 44     | 18     | 182    |
| 02    | Mexiko                       | 25   | 48     | 43     | 116    |
| 03    | Puerto Rico                  | 13   | 15     | 33     | 61     |
| 04    | Kolumbien                    | 8    | 24     | 36     | 68     |
| 05    | Jamaika                      | 6    | 6      | 5      | 17     |
| 06    | Venezuela                    | 5    | 23     | 29     | 57     |
| 07    | Dominikanische Republik      | 3    | 8      | 16     | 27     |
| 08    | Costa Rica                   | 2    | 4      | 3      | 9      |
| 09    | Bahamas                      | 2    | —      | 2      | 4      |
| 10    | Trinidad und Tobago          | 1    | 5      | 2      | 8      |
| 11    | Niederländische Antillen     | 1    | 1      | 2      | 4      |
| 12    | Amerikanische Jungferninseln | 1    | 1      | 1      | 3      |
| 13    | Bermuda                      | 1    | —      | 1      | 2      |
| 14    | Panama                       | —    | 6      | 5      | 11     |
| 15    | Nicaragua                    | —    | 1      | 2      | 3      |
| 16    | Barbados                     | —    | 1      | —      | 1      |
| 16    | Niederländisch-Guayana       | —    | 1      | —      | 1      |
| 18    | Guatemala                    | —    | —      | 6      | 6      |
| 19    | El Salvador                  | —    | —      | 2      | 2      |

## Schönheitskönigin
Wie schon bei den Spielen von 1959 in Caracas wurde auch für diese Spiele eine Schönheitskönigin bestimmt. Es handelte sich um Gloria María Velásquez, die 1977 zur „Señorita“ der Provinz Antioquia gekürt worden war.